# Діді-Аракалі
Діді-Аракалі (груз. დიდი არაქალი) — село в Грузії.
За даними перепису населення 2014 року в селі проживає 643 особи.